# Martina Schultze
Martina Schultze (ur. 12 lutego 1990) – niemiecka lekkoatletka specjalizująca się w skoku o tyczce.

## Osiągnięcia
- złoty medal mistrzostw Europy juniorów (Nowy Sad 2009)
- srebrny medal uniwersjady (Kazań 2013)
- medalistka mistrzostw NCAA

## Rekordy życiowe
- skok o tyczce (stadion) – 4,50 (2013)
- skok o tyczce (hala) – 4,45 (2013)